# HMS New Zealand (1904)
La HMS New Zealand fu una corazzata classe King Edward VII della Royal Navy. Come tutte le navi della sua classe (tranne la HMS King Edward VII) fu chiamata come un'importante parte dell'impero britannico, nel suo caso la Nuova Zelanda. Nel 1911 fu rinominata HMS Zealandia, unica nave della Royal Navy a ricevere questo nome.

## Caratteristiche tecniche
La HMS New Zealand fu ordinata durante il piano navale per il 1902/03 ecostruita presso l'arsenale di Portsmouth. Fu impostata il 9 febbraio 1903, varata il 4 febbraio 1904 e completata nel giugno 1905.
Anche se la New Zealand e le sue sette gemelle della classe King Edward VII erano dirette discendenti della classe Majestic, furono anche la prima classe ad essere significativamente diverse dalle precedenti, dislocando circa 1000 t in più e montando per la prima volta nella batteria intermedia quattro cannoni da 234 mm oltre ai 152 mm. I cannoni da 234 mm erano a tiro rapido come quelli da 152 mm e il proietto più pesante li rendeva delle armi formidabili per l'epoca del progetto della nave. Fu adottato per la paura che le navi britanniche fossero sottoarmate per il loro dislocamento e tche stessero diventando sottoarmate nei confronti delle navi nemiche che avevano iniziato a montare cannoni da 203 mm nelle batterie intermedie. I quattro cannoni da 234 mm erano montati in torrette singole a prua dell'abero di trinchetto e maestra, potendone usare 2 su ogni bordata. Anche così la New Zealand e le sue gemelle furono criticate per non avere un armamento secondario uniforme da 234 mm, un'idea considerata ma poi scartata per il lungo tempo che sarebbe servito per modificare il progetto. Alla fine risultò impossibile distinguere tra di loro gli spruzzi dei proietti da 305 mm e da 234 mm, rendendo il controllo del tiro poco pratico per entrambi i calibri, anche se la New Zealand aveva piattaforme per il controllo del tiro sull'albero di trinchetto e di maestra invece che le precedenti coffe di combattimento.
Come tutte le corazzate britanniche a partire dalle classe Majestic, le King Edward avevano quattro cannoni da 305 mm in due torrette binate (una a prua e una a poppa). Le prime cinque, compresa la New Zealand, montarono cannoni da 305 mm Mark IX. Il posizionamento dei cannoni da 152 in casematte fu abbandonato su questa classe e questi cannoni furono invece posizionato in una batteria a centro nave protetta da corazzatura da 178 mm. Per il resto la corazzatura delle King Edward VII fu come quella della classe London se non per piccole differenze di dettaglio.
La New Zealand e le sue gemelle furono le prime corazzate dagli anni 70 dell'800 ad avere timone compensato ed erano quindi molto manovrabili, con un diametro di evoluzione a 15 nodi di 310 m. Erano però difficili da mantenere in rotta e questa caratteristica portò al soprannome di "the Wobbly Eight" (le traballanti otto) durante il loro servizio dal 1914 al 1916 con la Grand Fleet. Avevano un rollio leggermente più rapido delle classi precedenti ma erano comunque buone piattaforme di tiro, anche se molto umide con cattivo tempo.
Unica tra le navi classe King Edward VII, alimentate a carbone, la New Zealand non ebbe installati i nebulizzatori di nafta durante la costruzione. L'installazione sulle altre unità fu la prima per la Royal Navy e permetteva un rapido innalzamento dellapressione del vapore, migliorando l'accelerazione. Le otto navi tra di loro ebbero quattro differenti sistemazioni delle caldaie a scopo comparativo. La New Zealand ebbe 12 (18, secondo altre fonti,) caldaie Niclausse e tre caldaie cilindriche, che le permisero di superare la velocità di progetto durante le prove in mare. Il montaggio a posteriori dei nebulizzatori non risultava comodo sulle caldaie tipo Niclausse.
La New Zealand era una nave potente al momento del suo progetto e raggiunse completamente tutti i suoi obiettivi. Fu però sfortunata, perché gli anni della sua costruzione furono tempi di sviluppi rivoluzionari per l'artiglieria navale, il controllo del tiro, la corazzatura e la propulsione navale. Si unì alla flotta alla metà del 1905, ma rapidamente divenne obsoleta a causa della rivoluzionaria corazzata HMS Dreadnought, entrata in servizio alla fine del 1906. Già nel 1914 la New Zealand e le sue gemelle, come tutte le altre pre-dreadnought, eranò così sorpassate da essere utilizzate dalla Grand Fleet, tra il 1914 e il 1916, per navigare davanti a divisioni di corazzate monocalibre, proteggendole da eventuali mine individuandole per tempo o urtandole per prime.

## Servizio
La HMS New Zealand entrò in servizio l'11 luglio 1905 presso l'arsenale di Devonport per servire nell'Atlantic Fleet. Fu raddobbata a Gibilterra dall'ottobre al dicembre 1906 e trasferita nella Channel Fleet il 4 marzo 1907. Il 24 marzo 1909 la Channel Fleet divenne la seconda divisione della Home Fleet.
Per liberare il nome per il nuovo incrociatore da battaglia HMS New Zealand, regalato alla Royal Navy dal governo della Nuova Zelanda, nel 1911 divenne necessario trovare un nuovo nome per la corazzata. All'inizio si pensò al nome Caledonia, nome romano della Scozia, ma quest'idea non fu ben accolta in Nuova Zelanda. Alla fine il nome scelto fu Zealandia, una personificazione della Nuova Zelanda, così la corazzata ricevette il nuovo nome il 1 dicembre 1911.
Nel maggio 1912, la Zealandia e le sue sette gemelle della classe King Edward VII (Africa, Britannia, Commonwealth, Dominion, Hibernia, Hindustan e King Edward VII) furono assegnate al 3rd Battle Squadron della Home Fleet. La squadrafu distaccata nel Mediterraneo nel novembre 1912 a causa della prima guerra balcanica. Arrivò a Malta il 27 novembre 1912 e in seguito prese parte al blocco navale internazionale del Montenegro e all'occupazione di Scutari. La squadra ritornò nel Regno Unito e si riunì alla Home Fleet 27 giugno 1913.

### Prima guerra mondiale
Allo scoppio della prima guerra mondiale il 3rd Battle Squadron fu assegnato alla Grand Fleet con base a Rosyth. La squadra fu utilizzata per aiutare gl'incrociatori della Grand Fleet nella Northern Patrol. Durante questo compito, la Zealandia speronò un sottomarino tedesco il 10 settembre 1914. Il 2 novembre dello stesso anno, la squadra fu distaccata per rinforzare la Channel Fleet, con nuova base a Portland, ma dopo poco tempo ritornò con la Grand Fleet. Durante le sortite della flotta, la corazzata e le sue gemelle spesso navigavano davanti a divisioni di corazzate dreadnought, per proteggerle da eventuali mine, identificandole per tempo o colpendole per prime.
Il 6 novembre 1915 una divisione del 3rd Battle Squadron, che consisteva nelle corazzate Hibernia (ammiraglia), Russell, Albemarle e Zealandia, fu distaccata per servire nella campagna dei Dardanelli. L'Albemarle dovette ritornare in porto per essere riparata, a causa di gravi danni riportati durante la prima notte di viaggio, e fu accompagnata dall'Hibernia e dalla Zealandia, che in seguito ripartirono subito per raggiungere i Dardanelli il 14 dicembre 1915. Nel tardo gennaio 1916 la Zealandia e l'Hibernia lasciarono il Mediterraneo per ritornare nel Regno Unito, arrivando all'arsenale di Portsmouth il 6 febbraio 1916. La Zealandia fu raddobbata e riprese il servizio nella Grand Fleet il 26 marzo 1916.
Il 29 aprile 1916 il 3rd Battle Squadron fu spostato a Sheerness e il 3 maggio dello stesso anno fu trasferito dalla Grand Fleet al comando del Nore. La Zealandia rimase con la squadra fino al settembre 1917, con una pausa per il raddobbo presso l'arsenale di Chatham tra il dicembre 1916 e il giugno 1917.
Il 20 settembre 1917 la Zealandia lasciò il 3rd Battle Squadron e fu disarmata e posta in riserva presso l'arsenale di Portsmouth. Mentre era in riserva, fu rinnovata tra il gennaio e il settembre 1918 per servire come nave scuola per artiglieri, ricevendo strumenti moderni per la direzione del tiro, come accadde anche sulla gemella Commonwealth, anche se non ebbe aggiunte le controcarene antisiluro. Ma la nave non entrò più in servizio e non fu mai utilizzata come nave scuola, ma fu inclusa in molti esperimenti. Fu utilizzata fino al 1919 come nave caserma a Portsmouth.

## Radiazione
La Zealandia fu posta nella lista di vendita il 2 giugno 1919 e l'8 novembre 1921 fu venduta per essere demolita alla Stanlee Shipbreaking Company. Fu rivenduta alla Slough Trading Company, poi nuovamente venduta a demolitori tedeschi, e lasciò Portsmouth il 23 novembre 1923 per essere demolita in Germania.